# 恩高島
恩高島（發音：[ˈŋau]）是斐濟的島嶼，位於太平洋海域，屬於洛邁維蒂群島的一部分，面積136.1平方公里，海岸線長度66.3公里，最高點海拔高度738米，島上有機場設施，人口約8,000。
18°4′S 179°19.99′E / 18.067°S 179.33317°E